# Золотов Віталій Арсентійович
Віталій Арсентійович Золотов (2 квітня 1934 року, пр. Сінер, Аліковський район, Чуваська АРСР, СРСР — 27 березня 2021, Санкт-Петербург, РФ) — чуваський прозаїк, краєзнавець і громадський діяч.
Заслужений діяч культури Чуваської Республіки (2002). Кандидат військово-морських наук (1966), доцент, капітан першого рангу у відставці. Член Спілки письменників Росії, Спілки письменників Чувашії та Спілки «Многонаціональний Санкт-Петербург».
Дядько — Аркадій Аріс (1901—1942)  — чувашський прозаїк, критик, перекладач. Двоюрідний дядько — Ют Микола Якович, чуваський критик, фольклорист, публіцист, перекладач, редактор, громадський і партійний діяч, перший голова (1923-25 роки) Союзу чуваських письменників і журналістів, головний редактор журналів «Ялав» і «Капкӑн».

## Життєпис

### Походження
Віталій Золотов народився 2 квітня 1934 року д. Синер Аліковського району Чуваської Республіки. Закінчив Військово-морський інститут радіоелектроніки імені О. С. Попова (ВВМУРЕ).
У 1951-62 роках Віталій Арсентійович служив командиром бойової частини зв'язку, начальником радіотехнічної служби підводного човна, флагманським спеціалістом радіотехнічної служби об'єднання підводних човнів Червонопрапорного Північного флоту.
У 1965-1992 роках Золотов В. А. викладав у Вищому військово-морському училищі радіоелектроніки.
Віталій Золотов помер 27 березня 2021 року у Санкт-Петербурзі.

### Творчість та громадська діяльність
В.А. Золотов – член Спілки письменників Чувашії, член СП Росії (з 2003 року) та член Спілки «Многонаціональний Санкт-Петербург».
Писав по-чуваськи в жанрі прози та публіцистики, у Санкт-Петербурзькому чуваському земляцтві перший випустив книгу рідною мовою.
У періодичній пресі Золотов працював понад 40 років.
Свою першу наукову статтю в журналі «Морська збірка» надрукував у 1962 році.
Розповіді, статті, нариси та спогади видавав у Чувашії та Санкт-Петербурзі, у журналах «Ялав», «Мідний вершник», «Невський альманах», у газетах «Хипар», «Чаш херарма», «За православ'я».
Останніми роками він пропагував творчість Н.Я. Бічуріна, архітектора П.Є. Єгорова
Був членом Ради Старійшин ЧНК (2013 – 2021), був одним із керівників Санкт-Петербурзького чуваського земляцтва. Складався членом СП России (з 2003 року).

### Родина
- Дружина – Раїса Дмитрівна
  - Син — Алексей (1960), терапевт
    - Онук — Віталій

  - Син — Сергей (1971), радиоинженер.

## Літературні роботи
- «Принципам не изменили» (первое изд., написана совместно с В. Т.и А. А. Золотовыми), Шупашкар, 1998[8].
- «Принципам не изменили» (второе изд., доп.), Чебоксары, Национальная библиотека, 1998.
- «Тепло матери», чăвашла вырăсла, СПб, 2000.
- «Аркадий Золотов: писатель, критик, публицист», СПб, 2000.
- «Верность» на чув. языке, СПб, 2001.
- «Наша семья», СПб, 2002.
- «Никита Бичурин – востоковед, литератор, историк и педагог», СПб, 2003.
- «Древо жизни», первая книга, на чув. языке, СПб, 2003.
- «Древо жизни», вторая книга, на чув. языке, СПб, 2004.
- «О школе и учителях», СПб, 2004.
- «Древо жизни», СПб, 2005.
- «С благоговением к родителям», СПб, 2005.
- «Славный сын Отечества», об архитекторе Петре Егорове, СПб, 2006.
- «Иакинф Бичурин и дело его жизни », СПб, 2006.
- «Монах Иакинф», СПб, (В.А.Ивановпа пĕрле), 2007.
- «Николай Яковлевич Золотов», Чебоксары, «Новое время», (написана совместно с В.Т.и А.А. Золотовыми) 2008.
- «Золотой человек и продолжатели его дела»», Чебоксары, «Новое время», (написана совместно с В.Т.и А.А. Золотовыми), 2010.
- «Аркадий Золотов – солдат и педагог, писатель и журналист, переводчик и критик», Шупашкар, «Новое время», (В.Т. тата А.А. Золотовсемпе пĕрле), 2010.
- «Юратупа ырату», СПб, 2010.
- « Наши родные в белых халатах», Чебоксары, «Новое время», (написана совместно с В.Т.и А.А. Золотовыми), 2011.
- «Рыжик», (о братьях младших), СПб, 2011.
- «Аннеçĕм»(Анне çинчен тăван чĕлхепе), СПб, 2011.
- «Арсений Золотов – солдат, педагог и журналист», Чебоксары, «Новое время», 2012.

## Лiтература
- Виталий Арсентьевич Золотов : [писатель, краевед, 1934-2021 : некролог // Хыпар. - 2021. - 30 пуш/март. - С. 4 : сӑн ӳкерчӗк.
- Георгиева, Н. Тавра пӗлӳҫӗ те, ҫыравҫӑ та / Н. Георгиева // Хыпар. - 2014. - 19 ака. - С. 5 : сӑн ӳкерчӗк. - (Культура).
- Золотов, В. А. "Юратусăр пĕрлешекенсен малашлăх çук" / В. А. Золотов ; И. Семенова [калаçнă] // Чăваш хĕрарăмĕ. - 2006. - 7-13 юпа (№ 40). - С. 2.
- Иванов, В. Тинӗс кашкӑрӗ : [Виталий Золотовӑн "Мой жизненный путь длиною в 80 лет и тысячи пройденных миль" кӗнеки ҫинчен] / В. Иванов // Хыпар. - 2014. - 3 ака. - С. 4.
- Лукиянов, А. Ăруран ăрăва / А. Лукиянов // Коммунизм ялавĕ. - 1990. - 23 авг.
- Павлов, В. Пирӗн ентеш - старейшинӑсен канашӗн ертӳҫи / В. Павлов // Пурнӑҫ ҫулӗпе (Элӗк р-нӗ). - 2015. - 3 ака. - С. 7.
- Смирнова, Н. Юбилейне тӑван кӗтеспе ҫыхӑнтарнӑ : [Элӗк районӗнчи Синер ялӗнче ҫуралнӑ Виталий Арсентьевич Золотов писатель, краевед ҫинчен] / Н. Смирнова // Пурнӑҫ ҫулӗпе ( Элӗк р-нӗ). - 2019. - 12 ака. - С. 3 : сӑн ӳкерчӗк.
- Хурлӑхлӑ хыпар : [некролог] // Пурнăç çулěпе (Элӗк р-нӗ). - 2021. - 2 ака. - С. 11 : сӑн ӳкерчӗк.
- Чун ыратӑвӗ - пысӑк ҫухату : [Виталий Арсентьевич Золотов ҫыравҫӑ, тавра пӗлӳҫӗ ҫинчен] // Чӑваш тӗнчи = Чуваш. мир. - 2021. - 2 ака/апрель (№ 1). - С. 4 : сӑн ӳкерчӗк.
- Васильев, Л. О Бичурине с любовью / Л. Васильев // Совет. Чувашия. - 2011. - 5 февр. - С. 3.
- Зайцева, Е. Морской офицер, писатель, ученый / Е. Зайцева // Совет. Чувашия. - 2021. - 2 апр. - С. 4 : фот. - (Общество).
- Золотов Виталий Арсентьевич // Энциклопедия чувашской журналистики и печати. - Чебоксары, 2014. - С.154.
- Золотов, В. По велению души / В. Золотов // Чăваш ен. - 1998. - 31 окт. - 7 нояб. (№ 43). - С. 8.
- И литератор, и краевед // Совет. Чувашия. - 2015. - 18 февр. - С. 3 : фот.
- Ижеев, М. П. Династия Золотовых / М. П. Ижеев // Журналисты Чувашии. - Чебоксары, 2005. - С. 153-159.
- Кузнецов, Г. Память о нем жива / Г. Кузнецов // За победу (Ибрес. р-н). - 2006. - 23 сент.
- Кузнецов, Г. В. Капитан I ранга всегда первый : [Виталии Арсентьевиче Золотове] / Г. В. Кузнецов // Ҫӗнтерӳшӗн = За победу (Ибрес. р-н). - 2021. - 16 апр. - С. 9 : фот.
- Лоскутов, Н. В. Моряк-подводник стал ученым : [о капитане 3-го ранга Виталии Арсентьевиче Золотове] // Лоскутов, Н. В. Они служили в подводном флоте : [очерки] / Н. В. Лоскутов. - Чебоксары, 2015. - С. 148-149 : фот. цв.
- Светлой памяти Золотова Виталия Арсентьевича : [канд. воен.-мор. наук, 1934-2021 : некролог] // Совет. Чувашия. - 2021. - 30 марта. - С. 8 : фот.
- Степанов, В. Ф. Золотов Виталий Арсентьевич / В. Ф. Степанов // Чувашская энциклопедия. - Чебоксары, 2008. - Т. 2 : Ж-Л. - С. 71.
- Терентьев, Г. К. Золотов Виталий Арсентьевич/ Г. К. Терентьев, Л. А. Ефимов, Аликовская энциклопедия, Чебоксары, 2009. - С. 221.
- Я родом из Чувашии": в Библиотеке национальных литератур г. Санкт-Петербурга прошел лит.-муз. фествиваль, посвящ. 85-летию со дня рождения Виталия Золотова, Чуваш. мир. - 2019. - Апр. (№ 2). - С. 4 : фот.
- Ялгир П., Золотов В. А., Литературный мир Чувашии", Чебоксары, 2005. - С. 40.
- Л. И. Ефимов, «Элĕк Енĕ», Аликово, 1994.
- Силэс, Ю. Золотов Виталий Арсентьевич / Ю. Силэм //Ялав. -2004. - № 4. – С. 89.
- А. А. Золотов, Муракаева (Золотова) Светлана Арсентьевна,
- "Принципам не изменили", Элĕк - Шупашкар, 1998.
- Золотов, В. Пурнӑç йывӑççи / В. Золотов; вырӑсларан Ю. Силэм куарнӑ // Ялав. – 2003. - № 2. – С. 82-85.
- Виталий Арсентьевич Золотов // Древо жизни (от пращура Федора до наших дней – 1779 - 2005) /
- В. А. Золотов, В. Т. Золотов, А. А. Золотов. – Синерь, Аликово, Чебоксары, СПб., 2005. – С.95-97:
- Золотов Виталий Арсентьевич // Календарь 2009. Праздники церковные, государственные. Юбилеи и дни рождения / сост. А. А. Ананьев. – Чебоксары: Новое Время, 2009. – С. 44-45.

## Нагороди, звання
- Заслужений діяч культури Чуваської Республіки (2002).
- Дійсний член Петрівської академії мистецтв (1999)
- Почесний академік Чуваської національної академії наук та мистецтв[6].
- Народний академік Чувашії[6].